# Schönbrunner Straße
Die Schönbrunner Straße in Wien verbindet die inneren Bezirke Wieden und Margareten mit dem Außenbezirk Meidling; sie endet am Schönbrunner Schlosspark.

## Geschichte

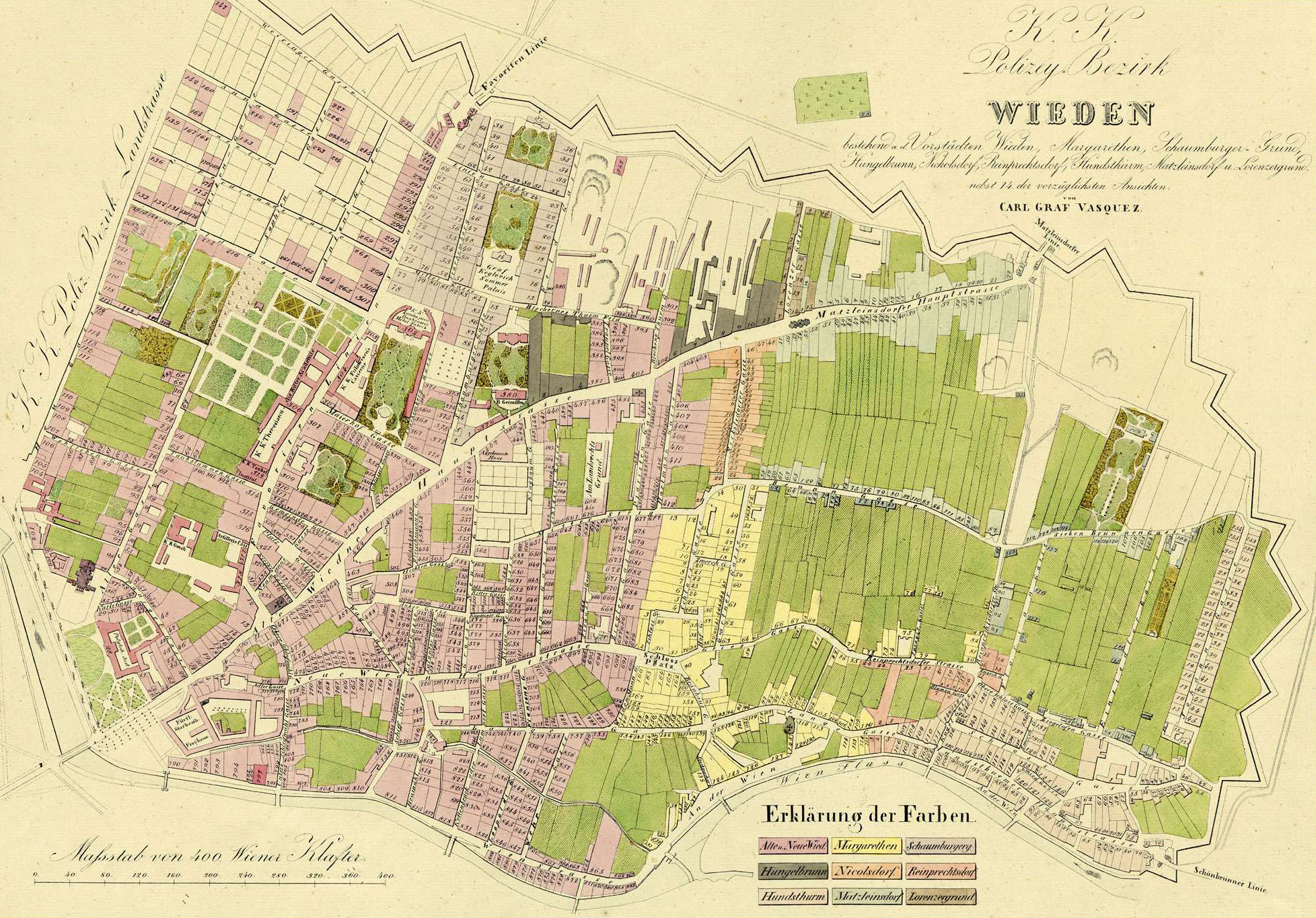
Schönbrunner Straße als Lange Gasse und Hundsthurmer Hauptstraße im Plan des K. K. Polizey Bezirk Wieden von Carl Graf Vasquez, 1830

Die Schönbrunner Straße entstand als Verbindung der Vorstädte Wieden, Margareten und Hundsturm ungefähr parallel zum Wienfluss. Die durchgehende Verbauung setzte Mitte des 18. Jahrhunderts ein. Weiter westlich setzte sie sich durch die Vororte Ober- und Untermeidling sowie Gaudenzdorf fort. Hier setzte die Verbauung – teilweise auf langen Parzellen – an der Nordseite zwischen Linienwall und dem Bereich der Längenfeldgasse sowie zwischen Aichholz- und Zenogasse zu Beginn des 19. Jahrhunderts ein. Dabei bildete die Straße eine wichtige Verbindung von Wien nach Schönbrunn.
Als 1850 die innerhalb des Linienwalls gelegenen Vorstädte zu Wien eingemeindet wurden, fielen Wieden, Margareten und Hundsturm in den IV. Bezirk, der ebenfalls Wieden genannt wurde. 1861 wurde der Bezirk geteilt und Margareten und Hundsturm kamen zum neu geschaffenen V. Gemeindebezirk Margareten.
Im Bereich der Vorstädte Wieden und Margareten führte die Straße den Namen Lange Gasse, in Hundsturm dagegen Hundst[h]urmer Hauptstrasse. Außerhalb des Linienwalls hieß sie nach ihrem Endpunkt Schönbrunner Straße. Nach der 1892 in Kraft getretenen Eingemeindung der Vororte erhielten zunächst 1894 alle in Meidling gelegenen Abschnitte den Namen Meidling-Schönbrunner Straße. 1898 wurde schließlich der gesamte Straßenzug Schönbrunner Straße benannt.
Im letzten Viertel des 19. Jahrhunderts wurde in der Schönbrunner Straße eine Straßenbahnstrecke eingerichtet, die ab 5. Oktober 1877 bis Am Hundsturm und ab 28. Juni 1885 bis zur Grünbergstraße führte. Ab 29. Jänner 1902 wurde der bis dahin als Pferdetramway geführte Verkehr auf elektrischen Betrieb umgestellt. Ab 1907 führte die hier verkehrende Linie das Liniensignal 63. Mit 22. Februar 1959 wurde die Straßenbahnlinie durch die Schönbrunner Straße aufgelassen und durch eine gleichnamige Autobuslinie ersetzt.

### Schönbrunner Straßehistorisch
Die Bezeichnung Schönbrunner Straße wurde im Gebiet der heutigen Stadt Wien mehrfach verwendet:
- Schönbrunner Hauptstraße, von 1894 bis 1898 Meidling-Schönbrunner Straße, war die Bezeichnung der heutigen Schönbrunner Straße in den Vororten Gaudenzdorf sowie Ober- und Untermeidling.[5]
- Die Schönbrunner Allee in Hetzendorf hieß seit zumindest 1874 bis zur Umbenennung 1892 ebenfalls Schönbrunner Straße.[8]
- Die Schönbrunner Straße in Hietzing führte diesen Namen seit zumindest 1869; 1886 wurde sie in Schönbrunner Schloßallee umbenannt.[9]
- Die Schönbrunner Straße in den Vororten Braunhirschen und Rustendorf bzw. ab 1863 Rudolfsheim wurde 1864 mit der Schönbrunner Straße in Fünfhaus vereinigt. Beide gingen 1897 in der Mariahilfer Straße auf.[10][11]
- In Pötzleinsdorf bestand seit 1879 eine Schönbrunner Straße. In Gersthof hieß derselbe Straßenzug zunächst Friedhofstraße und wurde 1892 erst ebenfalls Schönbrunner Straße benannt, ehe die gesamte Straße 1894 den Namen Scheibenbergstraße erhielt.[12][13]

## Beschreibung

### Geographie
Die Schönbrunner Straße beginnt (im Sinne der Hausnummerierung) im 4. Bezirk Wieden als rechtwinkelige Abzweigung von der Heumühlgasse, hat also keine Anschlussstraße in Richtung Innenstadt. Sie verläuft zuerst geradlinig in südwestlicher Richtung bis zur Pilgramgasse und schneidet dabei eine weite Schleife des Wienflusses ab. Schon nach einem Häuserblock verläuft in der Kettenbrückengasse der Grenze zwischen 4. und 5. Bezirk Margareten. Ab der Pilgramgasse hat sich der Straßenverlauf dem Fluss bis auf einen Häuserblock angenähert und verläuft ab da in mehreren leichten Kurven vorbei an der Margaretener Pfarrkirche St. Josef und dem Bezirksamt für den 5. Bezirk bis zum Gürtel, ab der Ramperstorffergasse ungefähr parallel zum Fluss und nur einen schmalen Häuserblock von diesem entfernt.
Innerhalb des Gürtels stammt die geschlossene Verbauung der Schönbrunner Straße ganz überwiegend aus der Periode des Historismus, bis zur Pilgramgasse vor allem der frühen, zwischen Pilgramgasse und Margaretengürtel zumeist des späten Periode. Ältere aus dem Biedermeier datierende Gebäude sind nur vereinzelt vorhanden (siehe unten unter Adressen).
Innerhalb des Gürtels liegen Abschnitte der Schönbrunner Straße in zwei Schutzzonen: Von der Heumühlgasse quert sie bis zur Franzensgasse (exklusive Nr. 15) die im 4. und 5. Bezirk gelegene Schutzzone Alte und Neue Wieden, zu der auch die Häuser Nr. 23 bis 27 sowie 20 bis 28 gehören. Ab der Pilgramgasse gehören auf der linken Seite Nr. 51 und auf der rechten Seite die Häuserzeile Nr. 40 bis 76 (einschließlich Pfarrkirche und Amtshaus) zur Schutzzone Margareten. Außerdem liegt die Schönbrunner Straße bis zur Grenze des 4. Bezirks (entlang der Kettenbrückengasse) in der Pufferzone des Weltkulturerbegebietes Wien – Historisches Stadtzentrum.
Nach Queren des Gürtels beginnt der 12. Bezirk Meidling und die Schönbrunner Straße verläuft abermals geradlinig in etwa westsüdwestlicher Richtung zur Längenfeldgasse. Dabei schneidet sie wieder eine flache Biegung des Wienflusses ab. Ab der Längenfeldgasse folgt sie dem Verlauf der Wien. Nach der Meidlinger Hauptstraße schiebt sich das U4-Center Meidling mit dem U4-Club zwischen Fluss und Straße. Diese kreuzt beim Gelände des früheren Möbelhauses Komet („Komet-Gründe“) in einer sternförmigen Kreuzung Ruckergasse, Schönbrunner Schloßstraße, Zufahrt zur Friedrich-Zawrel-Brücke sowie Hufelandgasse und schwenkt dann nach etwa 100 Metern nach rechts nach Westnordwest, um anschließend gerade zur Grünbergstraße zu verlaufen. Jenseits der Grünbergstraße und schon im 13. Bezirk Hietzing gehört noch die Villa XAIPE (Nummer 309) zur Schönbrunner Straße, die danach am Eingang zum Schönbrunner Schlosspark endet, also auch an ihrem zentrumsfernen Ende keine Anschlussstraße hat.
Auch in Meidling dominiert Verbauung mit historistischen und secessionistischen Zinshäusern aus der Zeit von etwa 1840 bis 1914, hier teilweise durchsetzt durch zweigeschoßige Vorstadthäuser auf langen Parzellen (ca. 1840–1970) und vermehrt unterbrochen durch Neubauten aus der Zeit nach dem Zweiten Weltkrieg.
Im 12. Bezirk führt die Schönbrunner Straße durch keine Schutzzonen. Der letzte Häuserblock (ab Rotenmühlgasse bzw. Bischoffgasse) liegt jedoch in der Pufferzone zum Weltkulturerbegebiet Schloss und Park von Schönbrunn.
Bedingt durch die Lage im dicht verbauten Gebiet weist die Schönbrunner Straße vor allem innerhalb des Gürtels kaum Grünanlagen auf. Im Bereich des ersten Häuserblocks finden sich einige Bäume, weitere einzelne dann im weiteren Verlauf, besonders eine Gruppe von drei Platanen am Helga-Pankratz-Platz und eine Grünanlage mit Bäumen vor dem Gebäude Nr. 59–61. Erst ab Am Hundsturm säumt eine lockere Reihe von Alleebäumen die rechte Straßenseite, ehe sich zwischen Sankt-Johann-Gasse und Margaretengürtel auf der rechten Seite der Bruno-Kreisky-Park öffnet. Nach Querung des Gürtels und der dortigen Grünanlagen findet man Grün erst wieder ab der Längenfeldgasse. Ab hier erstreckt sich rechts bis zum Wienfluss bzw. der begleitenden U-Bahn-Trasse die Gartenanlage des Bruno-Pittermann-Platzes und ab hier wird die rechte Straßenseite bis zur Lobkowitzbrücke von einer durchgehenden Baumreihe begleitet. Im letzten Abschnitt ab der Ruckergasse ist die Schönbrunner Straße schließlich auf beiden Seiten von Alleebäumen gesäumt.

### Verkehr

#### Individualverkehr
Abschnitte der Schönbrunner Straße sind immer noch Teil der Verkehrsverbindung Schönbrunn – Stadtzentrum, d. h. in Fahrtrichtung stadteinwärts, und damit darüber hinaus Teil der von Westen kommenden Stadteinfahrt. An der Kreuzung mit der Ruckergasse trifft die Schönbrunner Schloßstraße und damit die Wiener Straße B 1 auf die Schönbrunner Straße. Von der Kreuzung weg ist sie nun Hauptstraße B, bis die B 1 durch die Redergasse zur Rechten Wienzeile abschwenkt. Ab Ruckergasse/Schönbrunner Schloßstraße ist die Schönbrunner Straße Einbahnstraße in Fahrtrichtung Stadtzentrum und bleibt dies auch nach der Redergasse. Im Abschnitt westlich der Ruckergasse ist sie hingegen Einbahnstraße Richtung stadtauswärts bis zur Rotenmühlgasse; erst westlich davon bis zur Grünbergstraße kann sie in beiden Fahrtrichtungen befahren werden. Soweit sie nicht Hauptstraße B ist, ist sie als Hauptstraße A klassifiziert. In diesem Bereich gilt durchwegs eine Geschwindigkeitsbeschränkung auf 30 km/h. Radfahranlagen gibt es nur auf einzelnen Abschnitten der Schönbrunner Straße.

#### Öffentlicher Verkehr
Durchgehenden Verkehr mit öffentlichen Verkehrsmitteln durch die Schönbrunner Straße gibt es nicht mehr; sie wird von verschiedenen Buslinien in einzelnen Abschnitten – der Einbahnregelung entsprechend fast durchwegs in Richtung Stadtzentrum, nur zwischen Ruckergasse und Grünbergstraße in der Gegenrichtung – befahren:
- 59A von Ramperstorffergasse bis Heumühlgasse
- 12A von Längenfeldgasse bis Pilgramgasse (in Fahrtrichtung Eichenstraße) und von Ramperstorffergasse bis Pilgramgasse (in Fahrtrichtung Schmelz-Gablenzgasse)
- 14A von Ramperstorffergasse bis Pilgramgasse
- 10A von Ruckergasse bis Grieshofgasse (in Fahrtrichtung Längenfeldgasse) und von Ruckergasse bis Grünbergstraße (in Fahrtrichtung Heiligenstadt)
- 63A von Ruckergasse bis Aichholzgasse (in Fahrtrichtung Am Rosenhügel) sowie von Ruckergasse bis Rotenmühlgasse und von Ruckergasse bis Grieshofgasse (in Fahrtrichtung Gesundheitszentrum Süd)
- 7A und 9A von Ruckergasse bis Theresienbadgasse

Zugang zur U-Bahn-Linie U4 besteht an der U-Bahn-Station Meidling Hauptstraße, welche direkt an der Schönbrunner Straße im U4-Center Meidling liegt. Nicht unmittelbar an der Straße, aber nur rund 50 Meter entfernt am Bruno-Pittermann-Platz liegt die U-Bahn-Station Längenfeldgasse, an der außer der Linie U4 auch die Linie U6 erreicht werden kann.
Weitere Zugänge zu öffentlichen Verkehrsmitteln bieten die rund 140 Meter entfernte U-Bahn-Station Margaretengürtel (Linie U4, außerdem Straßenbahnlinien 6 und 18), die U-Bahn-Station Pilgramgasse in einer Distanz von etwa 190 Meter (Linien U4 sowie Busse 12A, 13A und 14A, diese haben auch direkt an der Schönbrunner Straße Haltestellen) sowie die gut 250 Meter entfernte U-Bahn-Station Kettenbrückengasse (Linie U4).

### Adressen
- Nr. 2: Im Hof des Grundstücks befindet sich die denkmalgeschützte Heumühle, eine ehemalige Wassermühle aus dem 14. Jahrhundert; sie gilt als der zweitälteste Profanbau in Wien.
- Nr. 8 (Identanschrift: Kettenbrückengasse 9) und 11 (ident: Kettenbrückengasse 7): Spätbiedermeier-Häuser (1830 bzw. 1842–43)
- Nr. 12 (Identanschrift: Franzensgasse 12): Miethaus in Formen des Neoklassizismus und der Wiener Werkstätte, erbaut 1911/12 von Karl und Wilhelm Schön
- Nr. 26: Späthistoristisches Miethaus in altdeutschen Formen von Otto Hieser, 1882
- Nr. 34: Gemeindebau nach Plänen von Hugo Potyka (1994–1996) mit Polizeiinspektion
- Nr. 42 bis 50: Geschlossene Verbauung des Späthistorismus vom Ende des 19. Jahrhunderts, Zinshäuser mit Neorenaissance-Dekor
- Zwischen Nr. 50 und Nr. 52: Pfarrkirche St. Josef zu Margareten
- Nr. 54: Städtisches Amtshaus (Bezirksvorstehung des 5. Bezirks und Bezirksmuseum)
- Nr. 64 (ident Rechte Wienzeile 117): Schmales, in der Schönbrunner Straße nur zwei Achsen umfassendes Wohnhaus von Alois Schützenberger, das 1912/13 erbaut wurde. Es ist vertikal durch Putzfelder in den Formen der Wiener Werkstätte gegliedert, zwischen den Fenstern springen Putzfelder hervor. Der schmale Platz wird durch eine versetzte Anordnung der Wohnungen ausgenutzt.
- Nrn. 68 und 70: Anfangsgebäude der Spengergasse (dort 56 und 61) bei der Wienzeile, 1902 erbaute fast identische  Gebäude in einen opulenten späthistoristischen Stil mit secessionistischen Elementen. Vor allem die Ecktürmchen sind markant.
- Nr. 83: Secessionistisches Zinshaus nach Plänen von Carl Stöger jun., 1902
- Nr. 99: Chocolate Museum Vienna
- Nr. 109: Zinshaus mit neoklassizistischem Dekor und markantem Eckturm von Carl Stöger jun. (1907/08); St.-Franziskus-Apotheke
- Nach Nr. 124, Sankt-Johann-Gasse: denkmalgeschützte Hundsturmer Kapelle, ehemalige Linienwallkapelle
- Nr. 185: Späthistoristisch-secessionistisches Wohnhaus von Josef Rudorfer (1901)
- Nr. 189: Wandmosaik Die Gerber als Gründer der Gewerkschaft – 1866 von Franz Windhager
- Nr. 213–215: Volkshochschule Schönbrunner Straße
- Nr. 247: Arbeitsmarktservice für 12. und 23. Bezirk
- Nr. 252–254: Spätsecessionistisches Doppelmiethaus, errichtet von Eduard Lernhart 1911/1912
- Nr. 259: Magistratisches Bezirksamt für den 12. Bezirk und Bezirksvorstehung für den 12. Bezirk. Das späthistoristische Gebäude wurde 1895 errichtet (Architekt: Eugen Sehnal) und 1912 erweitert und umgebaut.
- Nr. 261 (Identanschrift: Theresienbadgasse 1): Städtisches Wohnhaus aus 1913, Architekt: Max Neuwirth
- Nr. 263 bis 271: Ensemble von Miethäusern mit identischem Neorenaissance-Zierrat, errichtet 1884 durch Adolf Endl
- Nr. 222–228: U4-Center Meidling mit Geschäften, Club U4, Parkhaus und Bezirksgericht Meidling
- Nr. 262: Zauberkasten-Museum
- Nr. 264: Späthistoristisches Wohnhaus mit secessionistischem Dekor, errichtet 1914 (Max Neuwirth)
- Nr. 295: Pflegewohnhaus „Haus Schönbrunn“ der Caritas der Erzdiözese Wien
- Nr. 309: denkmalgeschützte Villa XAIPE, erbaut in der zweiten Hälfte des 18. Jahrhunderts in Formen des französischen Barockklassizismus, heute Residenz des chinesischen Botschafters

## Bilder

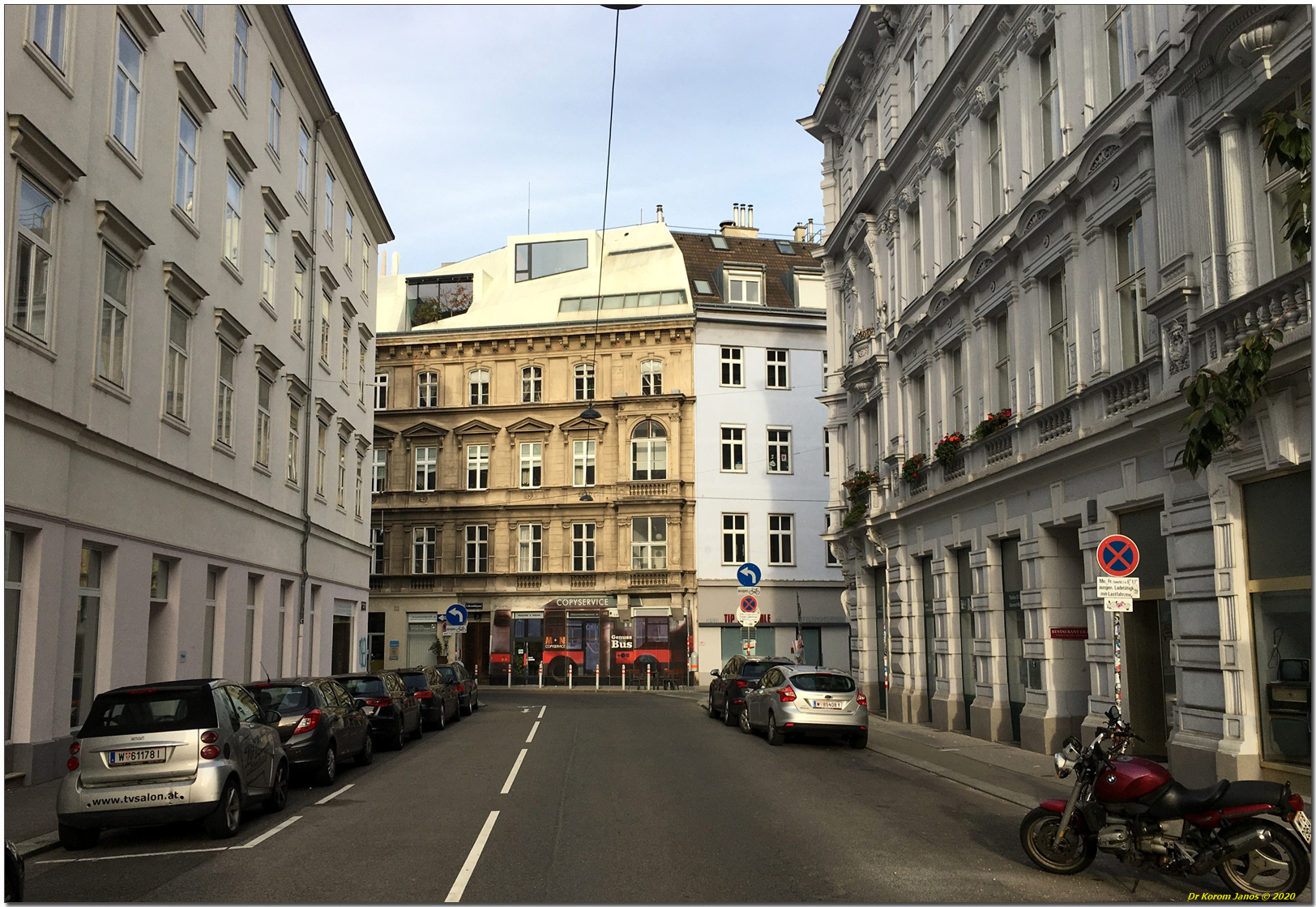
Anfang der Schönbrunner Straße (Blickrichtung zur Heumühlgasse)
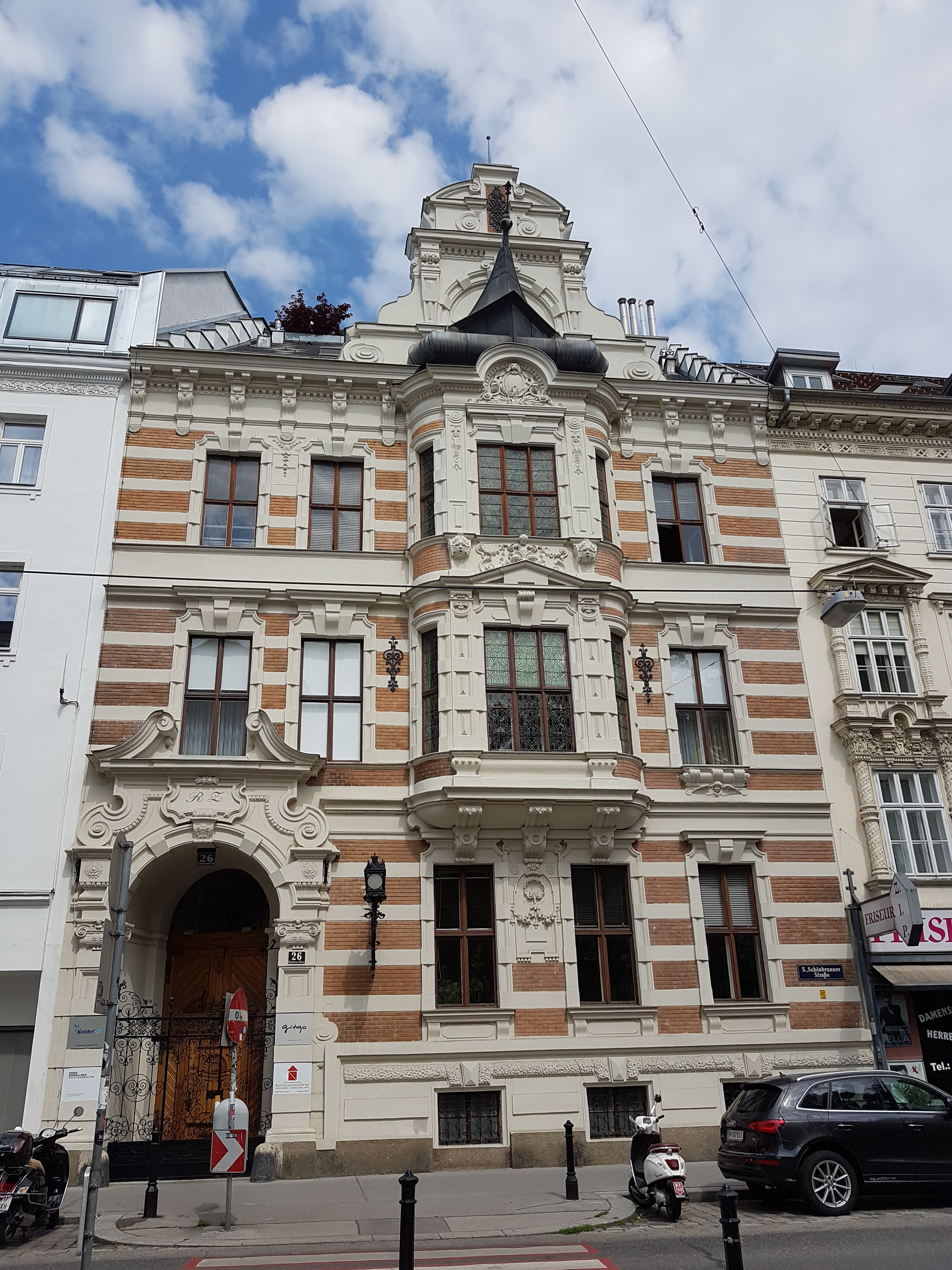
Nr. 26
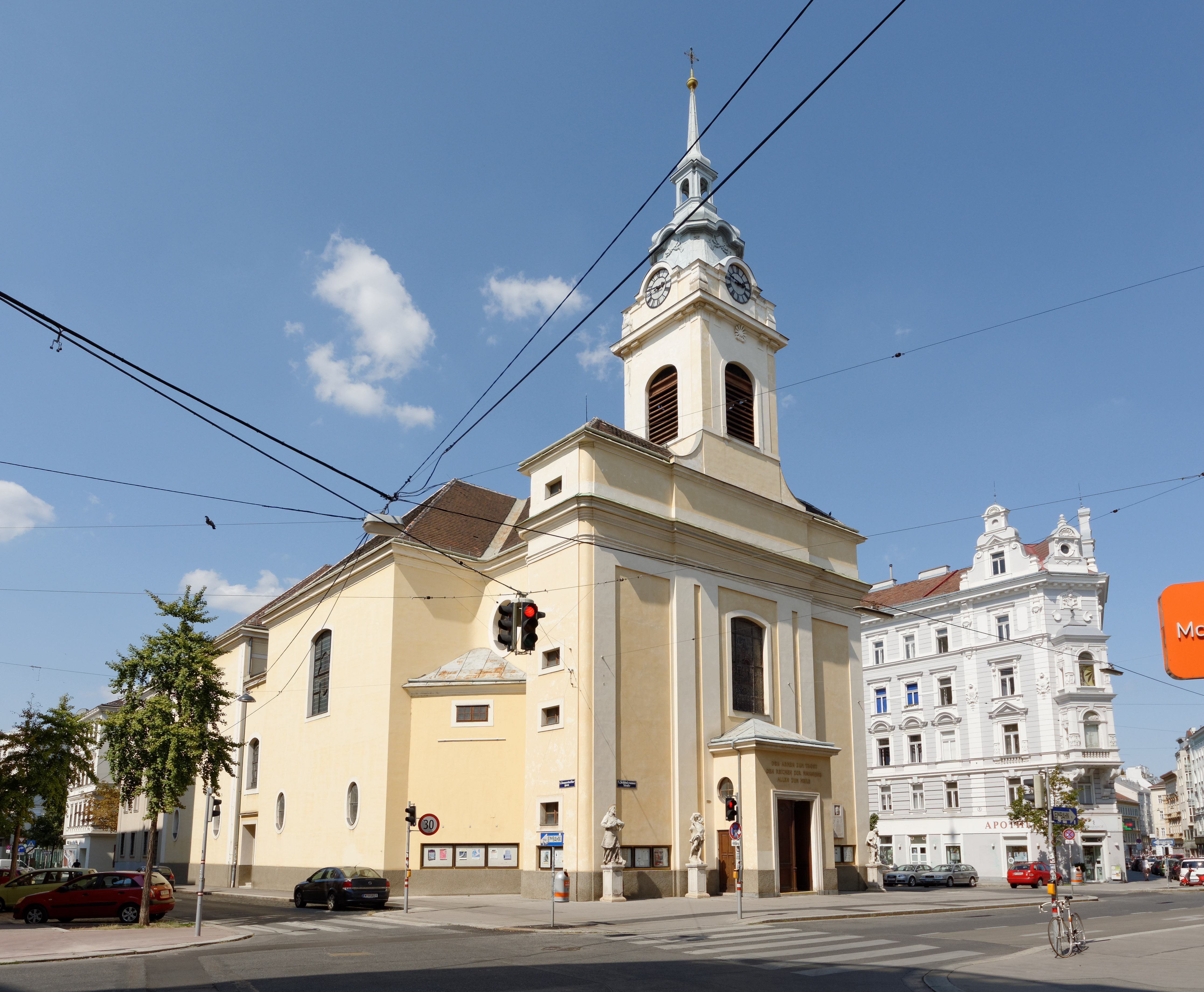
Margaretener Pfarrkirche St. Josef
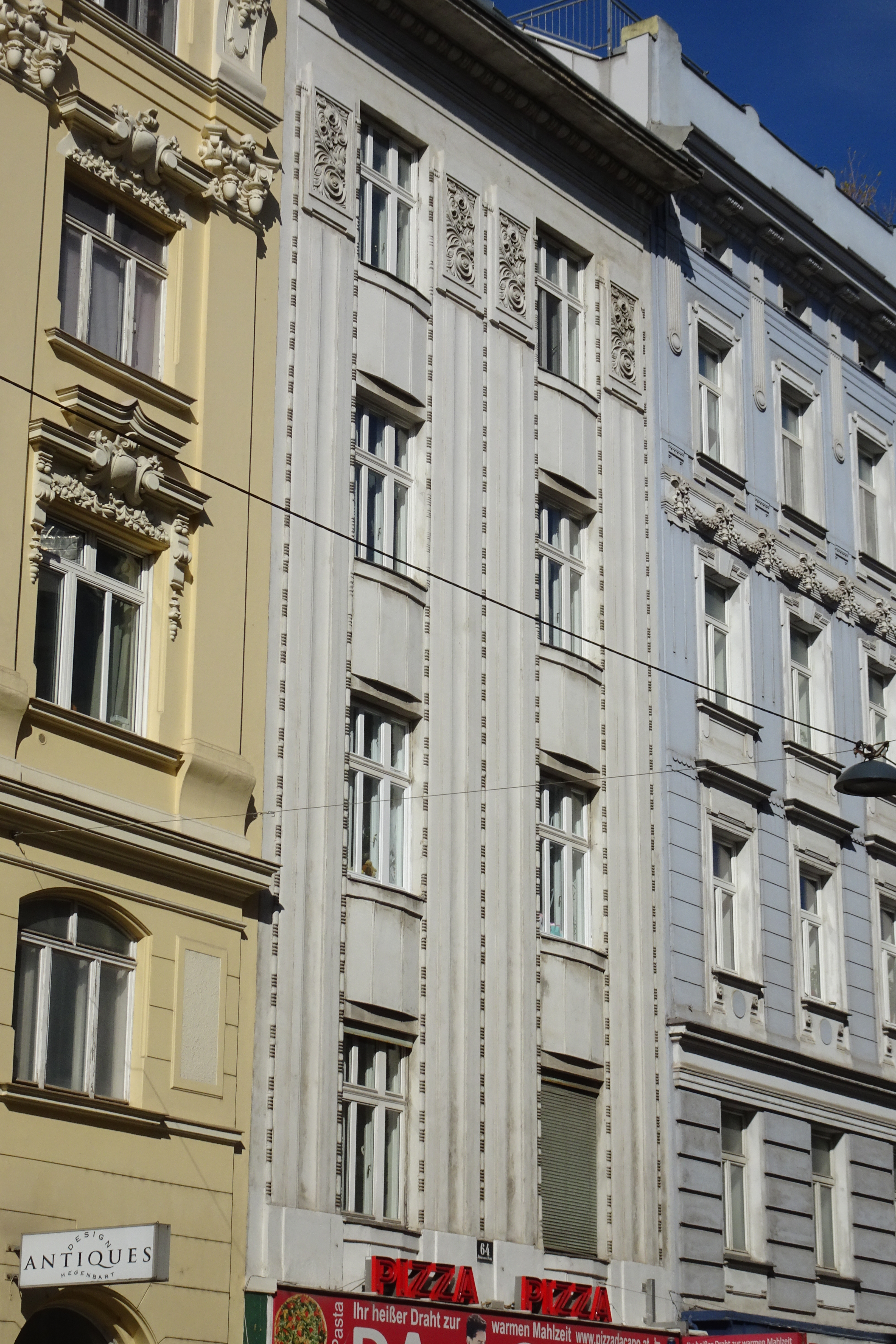
Nr. 64
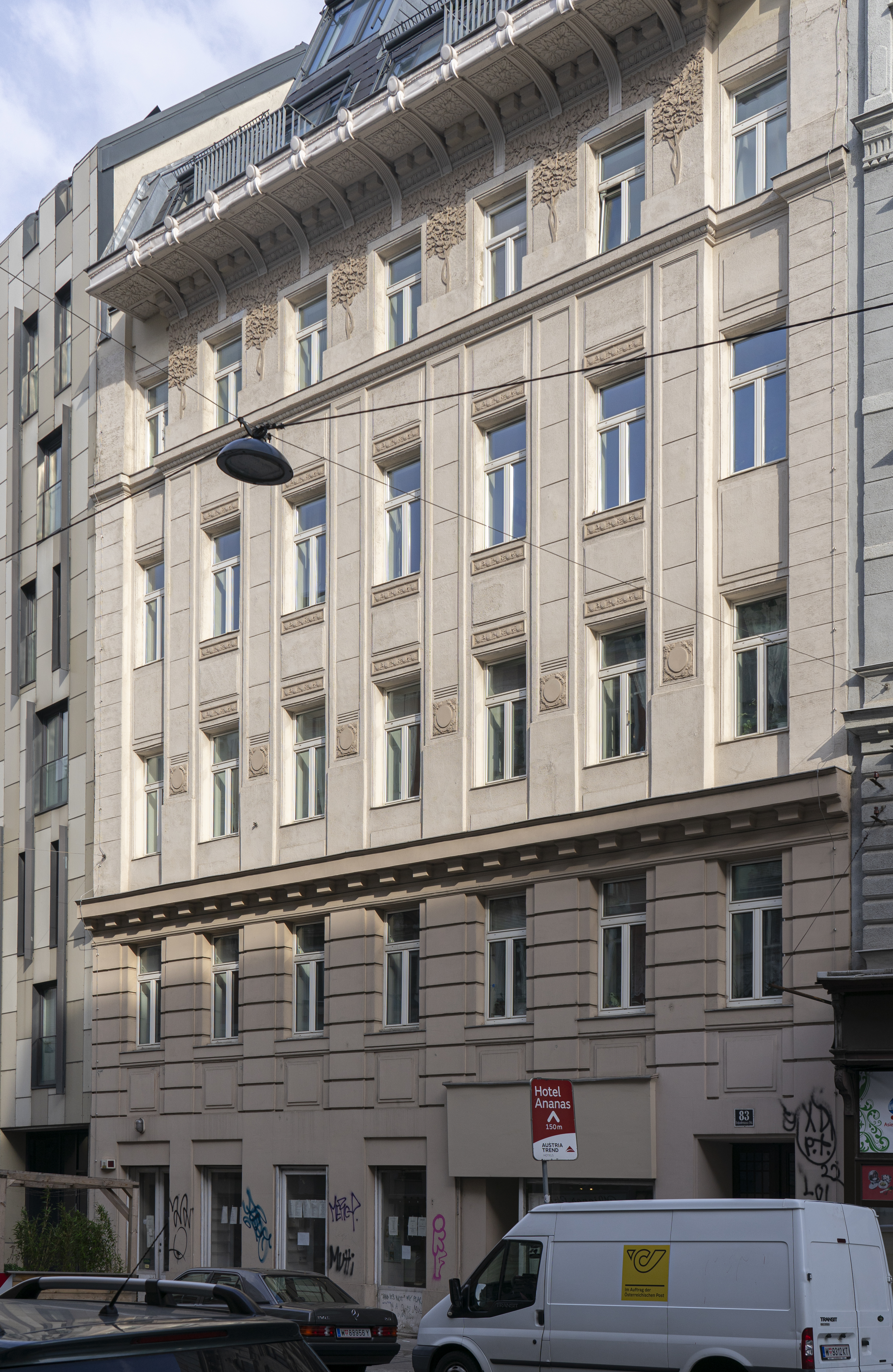
Nr. 83
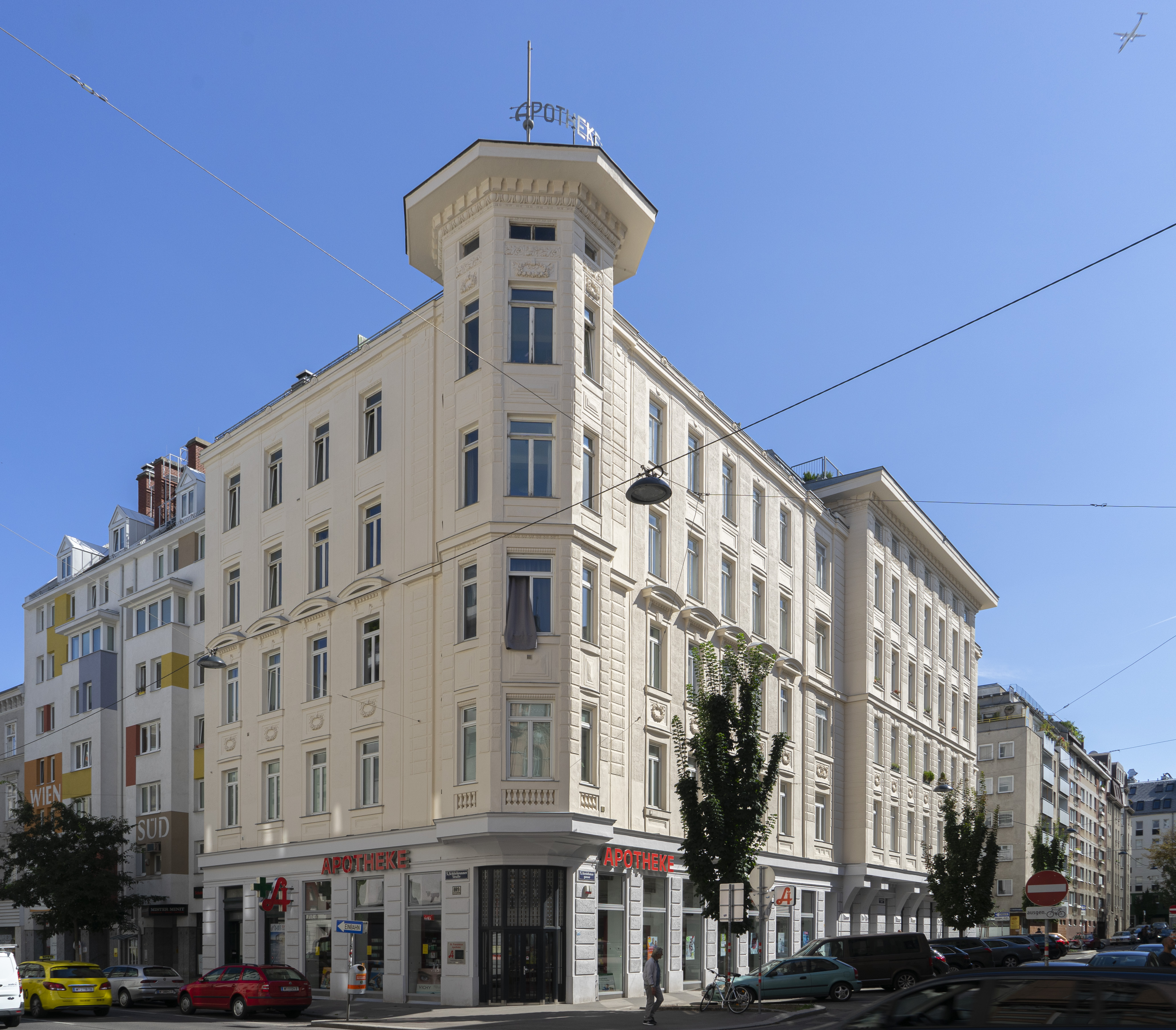
Nr. 109
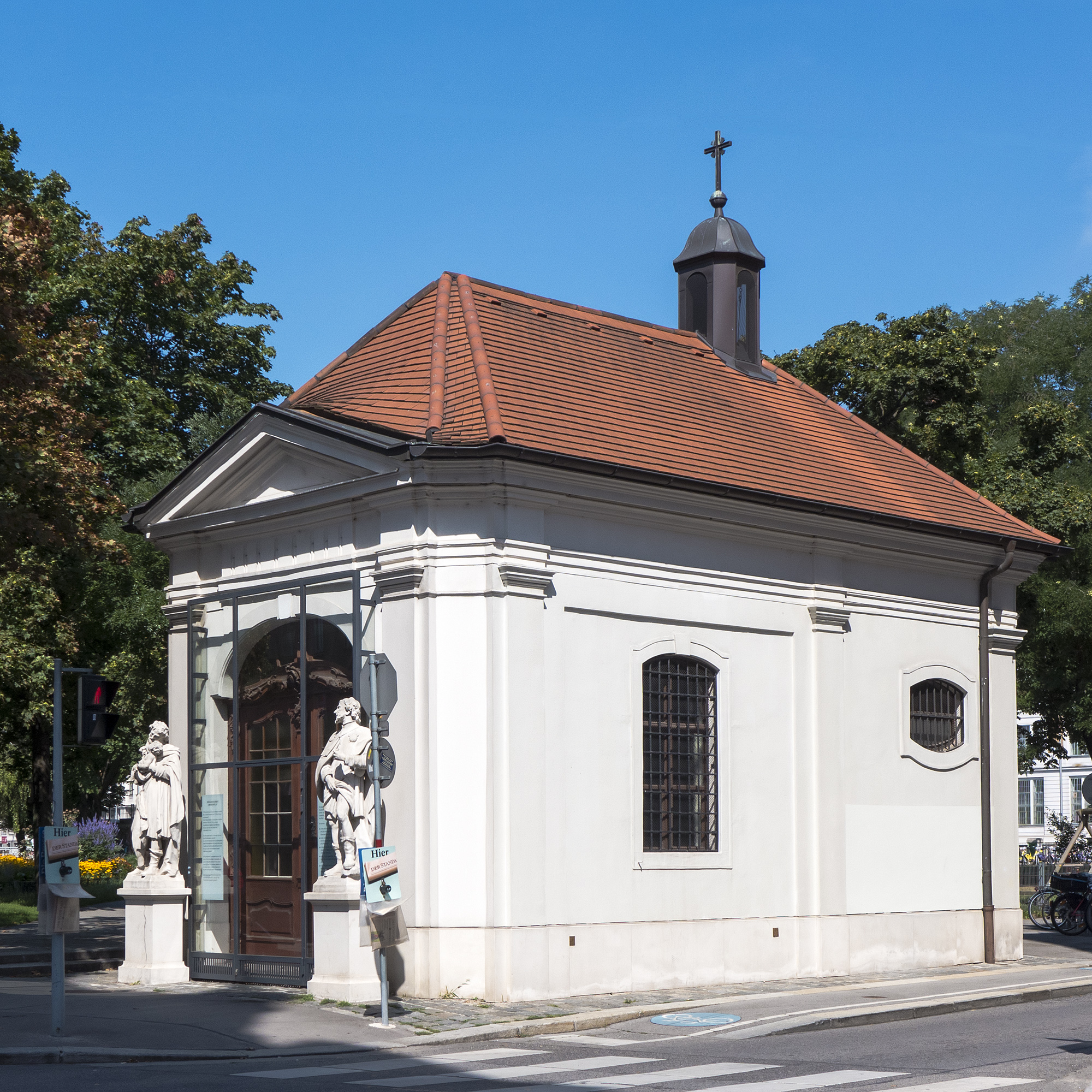
Hundsturmer Kapelle
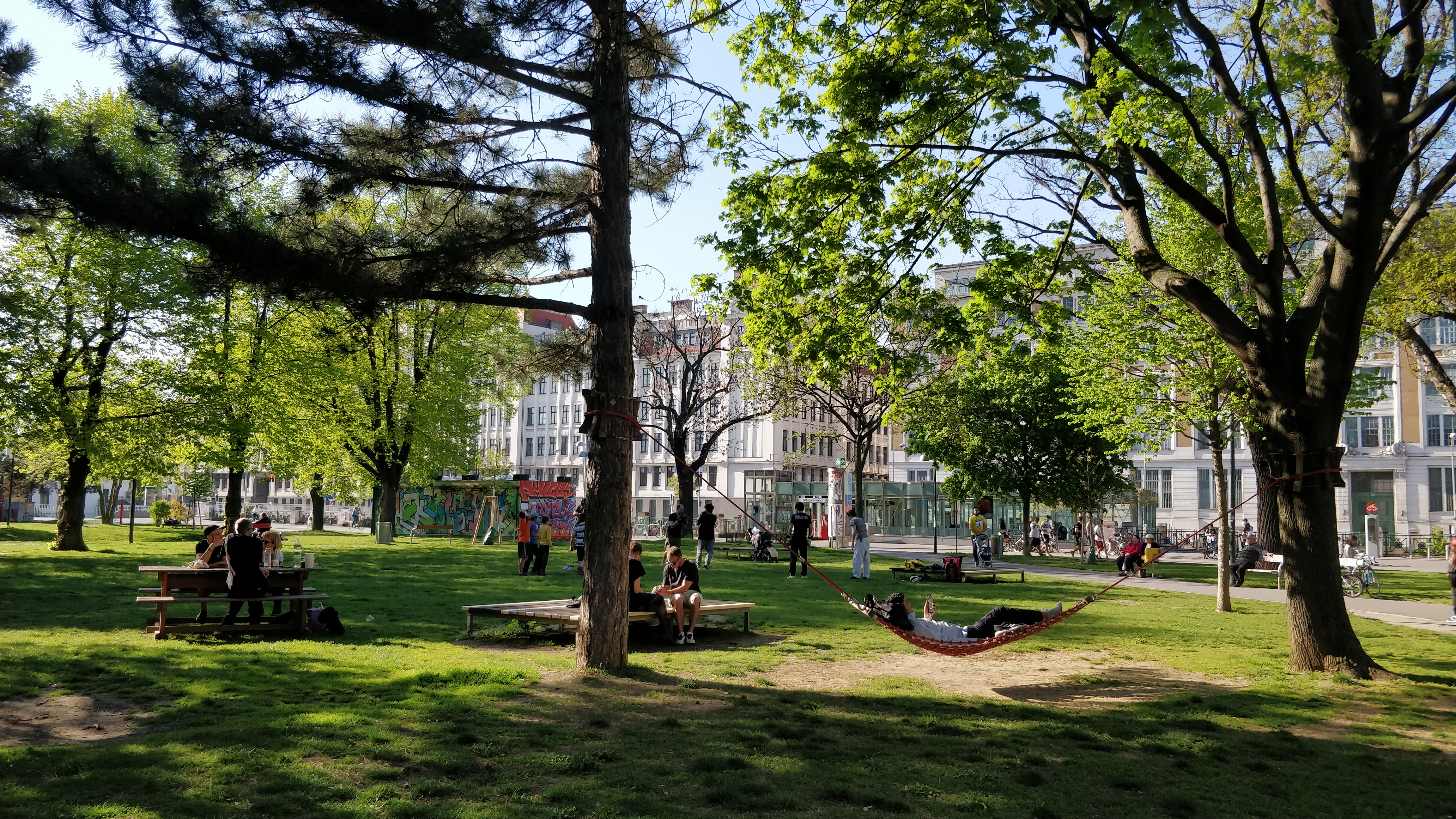
Bruno-Kreisky-Park
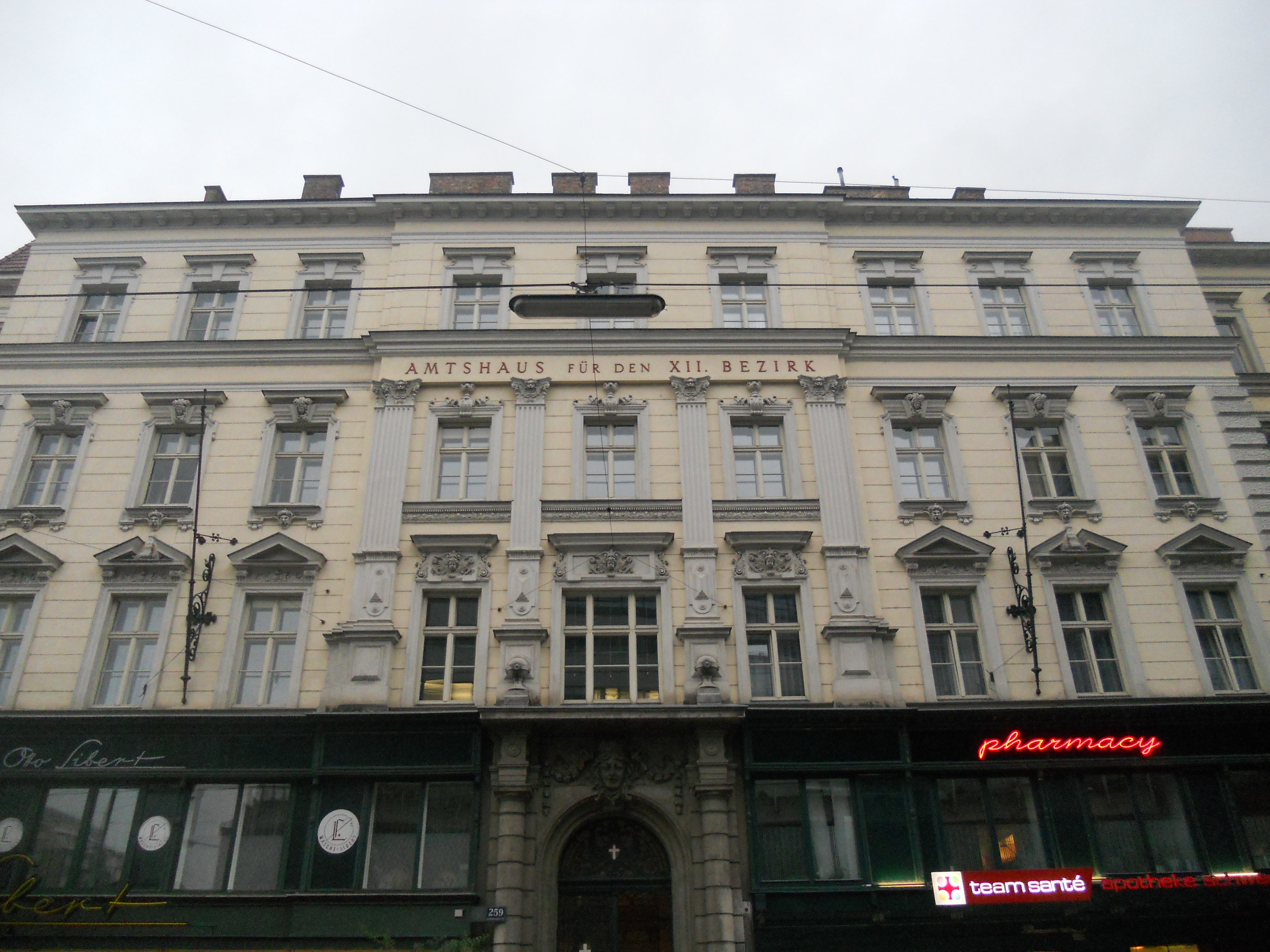
Amtshaus Meidling
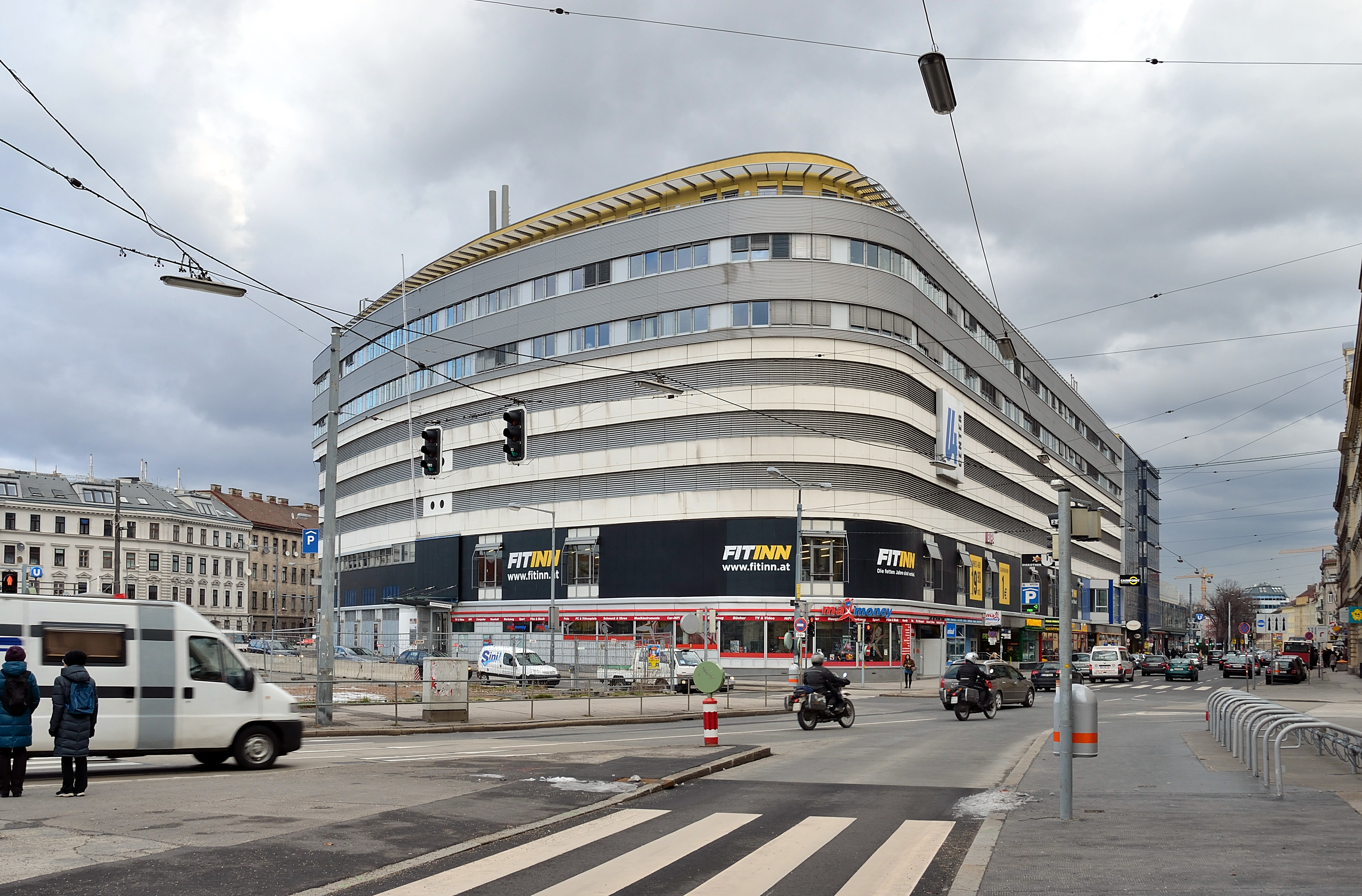
U4-Center Meidling
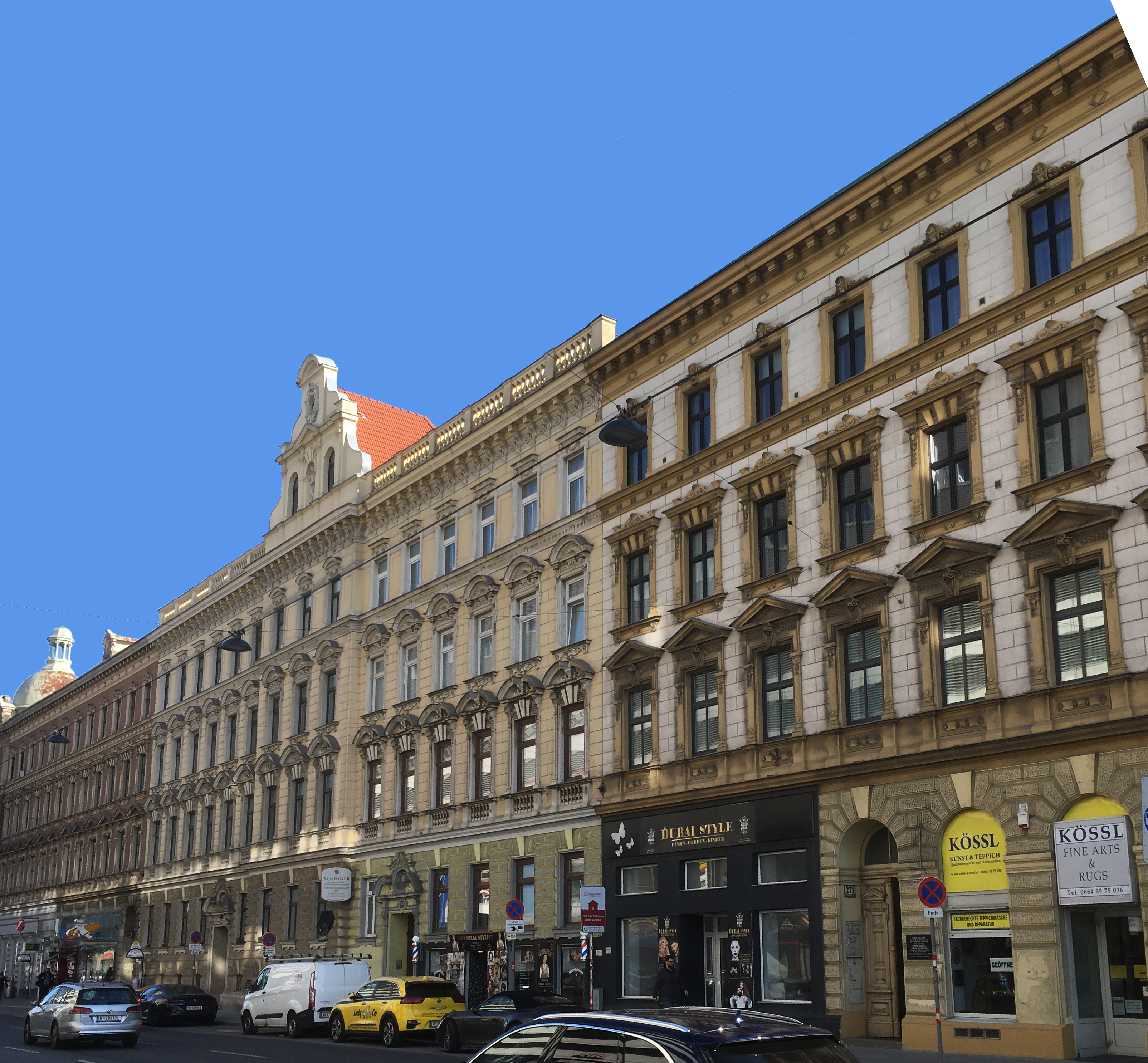
Häuserzeile Schönbrunner Straße 263 bis 271
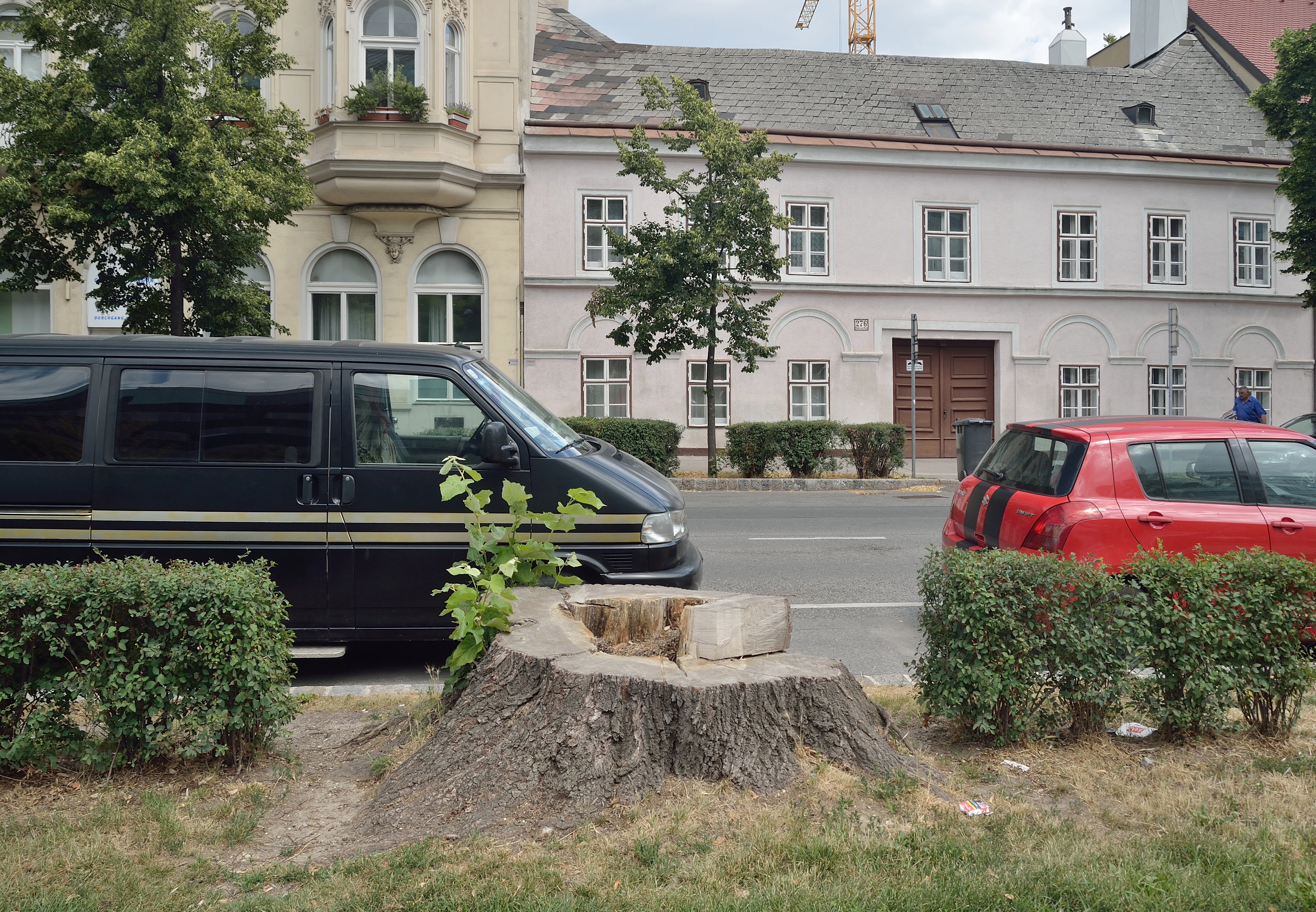
Nr. 276
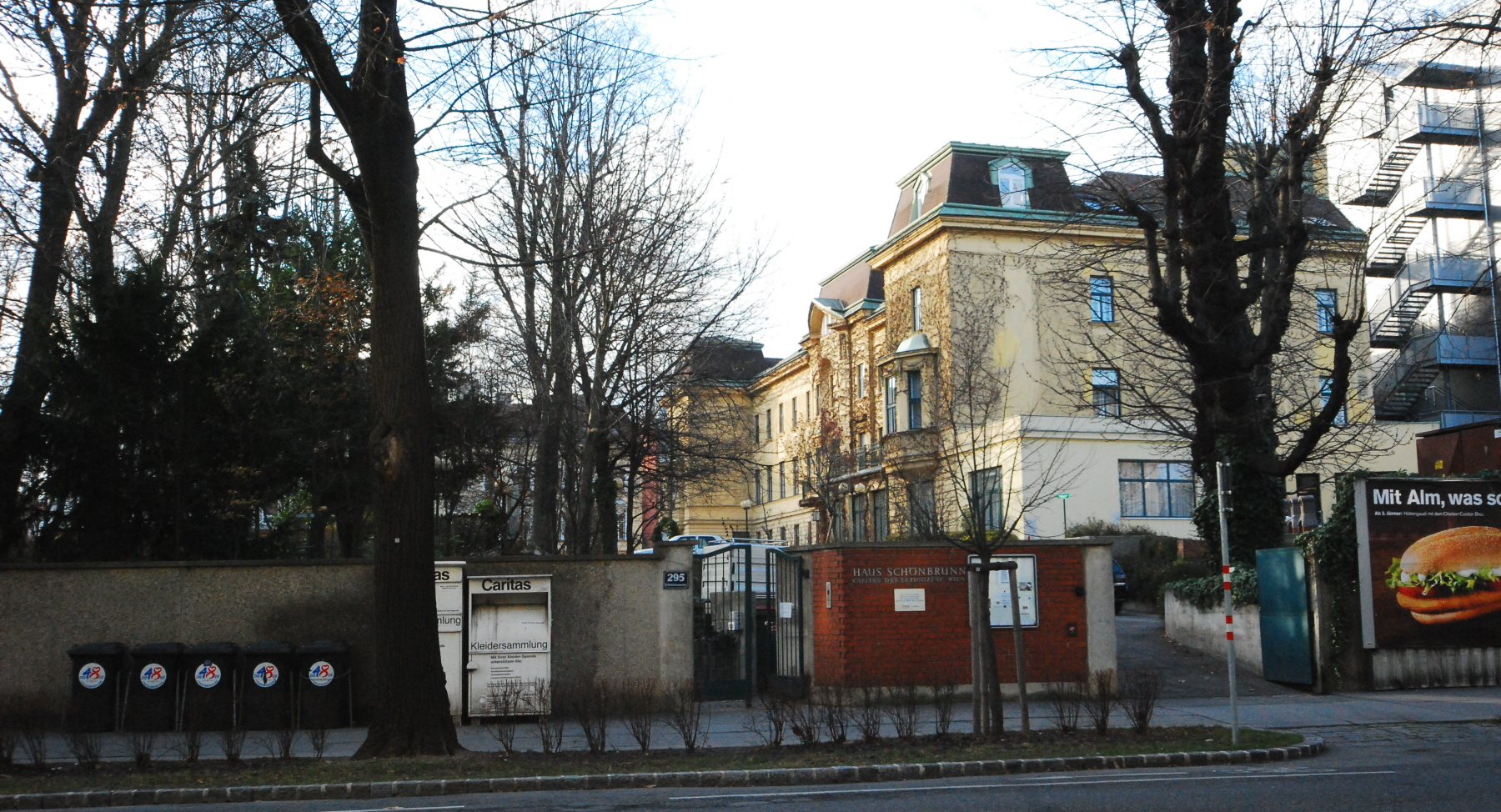
Nr. 295 Haus Schönbrunn
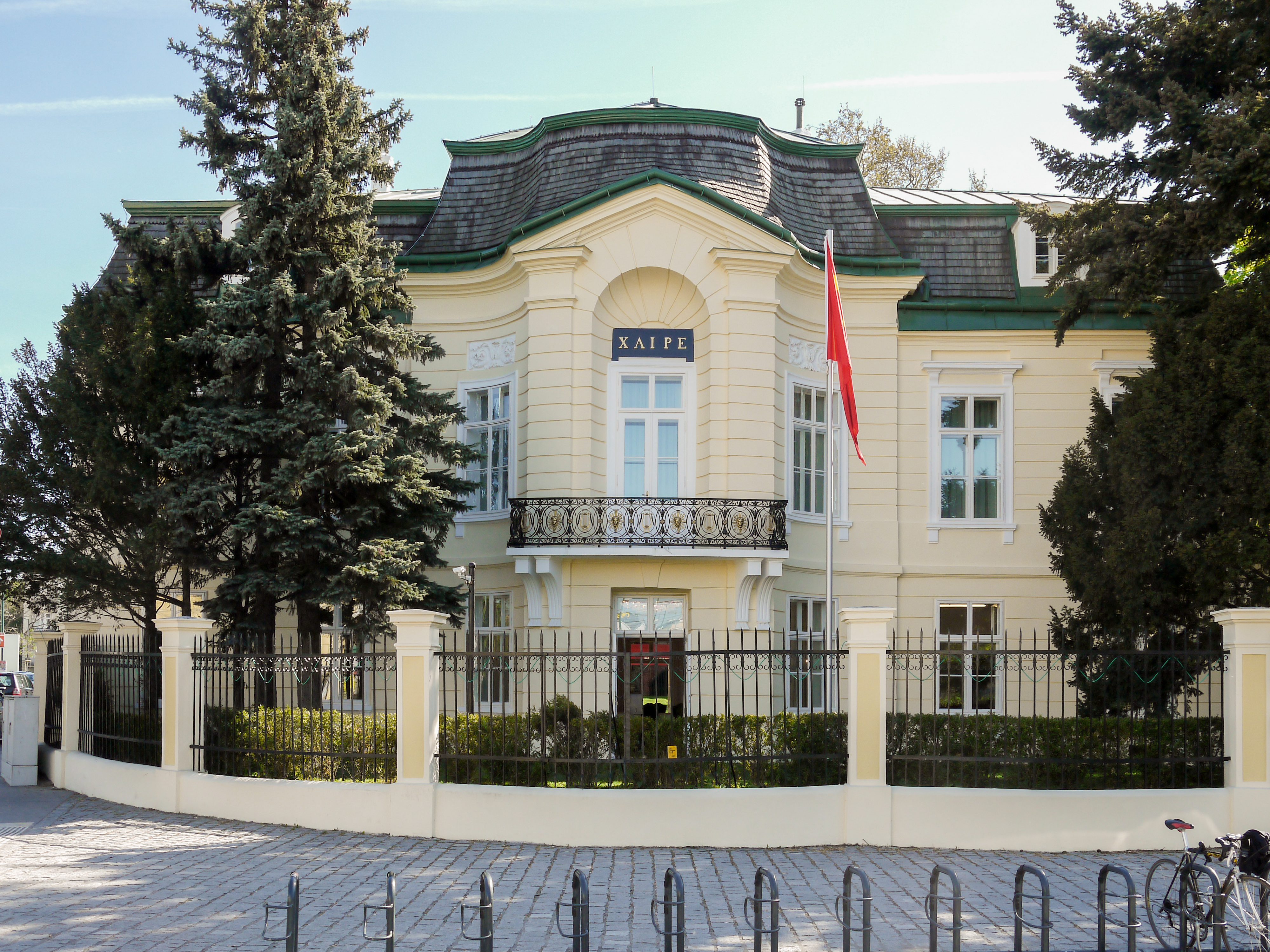
Nr. 309 Villa XAIPE